# Strongylodon archboldianus
Strongylodon archboldianus är en ärtväxtart som beskrevs av Elmer Drew Merrill och Lily May Perry. Strongylodon archboldianus ingår i släktet Strongylodon och familjen ärtväxter. Inga underarter finns listade i Catalogue of Life.